# Villores
Villores – gmina w Hiszpanii, w prowincji Castellón, we wspólnocie autonomicznej Walencja, o powierzchni 5,31 km². W 2011 roku liczyła 48 mieszkańców.